# 赤い鳥 (落合祐里香の曲)
「赤い鳥」（あかいとり）は、声優・落合祐里香の2枚目のシングル。2008年6月25日にブロー・ウィンド・レコードから発売された。

## 解説
- 12ヶ月連続リリース第2弾シングル。
- 作詞は前作同様落合自身が手掛けている。
- 初回限定版には特典DVD「白い鳥」が同梱されている。

## 収録曲
1. 赤い鳥 [4:07]
作詞：落合祐里香、作曲・編曲：飯田建彦
2. アマオト [4:07]
作詞：落合祐里香、作曲：大貫和紀、編曲：須田悦弘
3. 赤い鳥（inst.）
4. アマオト（inst.）

DVD（初回限定盤のみ）
1. 白い鳥